# نشان گنجینه مقدس
نشان گنجینه مقدس (به ژاپنی: 瑞宝章, Zuihō-shō)، یک نشان افتخار است که در سال ۱۸۸۸ توسط امپراتور میجی در هشت کلاس بنیان‌گذاری شد. از زمان تجدید نظر در سیستم تزئینات در سال ۲۰۰۳، نشان گنج مقدس به کارمندان مدنی برای کمک‌های طولانی مدت آنها اعطا شده‌است. آنها شامل مقامات دولتی و محلی، پرسنل نظامی، دانش پژوهان دانشگاه‌های ملی و معلمان مدارس هستند.